# Kume Kunitake

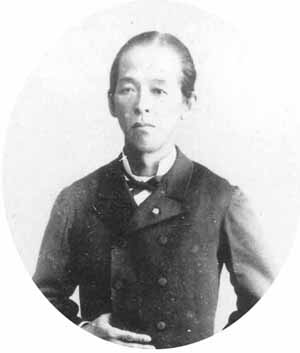
Kume Kunitake

Kume Kunitake (jap. 久米 邦武; * 1839 in der Provinz Hizen, heute Präfektur Saga; † 24. Februar 1931 in Tokio; auch Kumi Kunitake) war ein japanischer Wissenschaftler und Historiker (Spezialgebiete Meiji- und Taishō-Zeit). Sein Sohn war der Maler Kume Keiichirō.

## Leben
Kume wurde als Sohn eines Gefolgsmannes im Lehen Saga in der Provinz Hizen geboren.
Er begleitete 1871 als Sekretär eine japanische Delegation unter Regierungschef Iwakura Tomomi und zwei weiteren Ministern auf eine 2-jährige Mission nach Europa und in die USA (sogenannte Iwakura-Mission). Nach seiner Rückkehr arbeitete er mehrere Jahre im Dajōkan. 1878 veröffentlichte er einen Reisebericht namens Tokumei zenken taishi beiō kairan jikki, in dem er seine Erlebnisse der Iwakura-Mission schilderte. Im März 1879 erhielt er eine Stelle im Shūshikan, wo er an der Zusammenstellung und Herausgabe offizieller Geschichtswerke beteiligt war. Im Oktober 1888 erhielt er eine Professorenstelle an der Kaiserlichen Universität Tokio. Durch Veröffentlichung seines Shintō-kritischen Essays Shintō wa Saiten no Kozoku musste er jedoch bereits im März 1892 sein Amt aufgeben.
Danach dozierte Kume an der Rikkyō- und der Waseda-Universität und widmete sich nebenbei der Schriftstellerei. Eines seiner Themen wurde die historische Reinterpretation des Jindai-Mythos, d. h. die Datierung des mythologischen Zeitalters der Kami in die etablierte Chronologie der Geschichtswissenschaft.

Kumes Sohn Keiichirō studierte in Frankreich Malerei, war nach Rückkehr als Maler erfolgreich. Werke von ihm sind im Kume Museum of Art (Tokyo) zu sehen. Dort werden auch die (spärlichen) Reste von Kunitakes Unterlagen zur Reisebeschreibung anlässlich der Iwakura-Mission aufbewahrt und gezeigt. Kumes Urenkel Kume Kunisada war Botschafter in der Bundesrepublik.

## Werke (Auswahl)
- Tokumei zenken taishi Bei-O kairan jikki (Wahrhaftiger Bericht des außerordentlichen und bevollmächtigten Botschafters nach Amerika und Europa), 5 Bände, Tokyo 1878
  - Faksimile-Ausgabe in 5 Bänden. Shûkô shobô, 1975
  - Nachdruck in 5 Bänden mit modernen Schriftzeichen. Iwanami Bunko 1977. Kommentiert von Tanaka Akira

In Übersetzung:
- Kume Kunitake: Die Iwakura-Mission. Das Logbuch des Kume Kunitake über den Besuch der japanischen Sondergesandtschaft in Deutschland, Österreich und der Schweiz im Jahre 1873. Iudicium Verlag, München 2002, ISBN 3891297467, Web
- Kume Kunitake. Healey, Graham and Tsuzuki Chushichi, eds. The Iwakura embassy, 1871-73 : a true account of the ambassador extraordinary & plenipotentiary's journey of observation through the United States of America and Europe  (2002). ISBN 0-7007-1712-9 [Gesamtausgabe in 5 Bänden]